# Alexander Rondón
Alexander Rondón (Cumaná, Estado Sucre, 30 de agosto de 1977) es un exfutbolista y entrenador venezolano. Jugaba como delantero y su último equipo fue el Angostura Fútbol Club de la Segunda División de Venezuela.

## Biografía
Se formó en las inferiores del Nueva Cádiz, debutó en Primera División a los 19 años.
Participó en la Liga Venezolana 1998/99 marcando 11 goles distribuidos en (Torneo Apertura 6 goles y Torneo Clausura 5 goles).

### Zulianos FC
En la temporada 1999-2000 jugó en el Zulianos FC (anterior Nueva Cádiz FC), en donde hizo una destacada campaña.
Participó en la Liga Venezolana 1999/00 marcando 16 goles distribuidos en (Torneo Apertura 13 goles y Torneo Clausura 3 goles).

### Caracas FC
Luego fichó por el Caracas FC en donde consiguió un campeonato; siendo uno de los goledores del equipo.
Participó en la Copa Pre Libertadores 2002, debutando el 26-9-02 contra el Trujillanos FC. En total disputaron 6 partidos y marcando 1 gol contra el Monarcas Morelia y jugando 494 minutos.
Participó en la Liga Venezolana 2001/02 marcando 7 goles distribuidos en (Torneo Apertura 4 goles y Torneo Clausura 3 goles).

### Nacional Táchira
En el año 2002 recibió una oferta de Nacional Táchira, club en donde permaneció una temporada, antes de que el equipo desapareciera por problemas económicos.
Participó en el Torneo Apertura 2002 marcando 3 goles.
Participó en la Copa Pre Libertadores 2003 disputando 6 partidos y marcando 1 gol contra el Estudiantes de Mérida FC y jugando 456 minutos.

### Estudiantes de Mérida
Participó en el Torneo Clausura 2003 marcando 2 goles.

### Deportivo Táchira
En el año 2003 fichó para el Deportivo Táchira otorgándole la camiseta con el número 9, en donde tras una destacada actuación en la Copa Libertadores 2004 con el equipo llegaron hasta cuartos de final y cayeron eliminados por el São Paulo FC disputó 10 partidos y marcó 3 goles, uno de ellos en cuartos de final, y jugó 888 minutos.
Participó en la Liga Venezolana 2003/04 marcando 13 goles distribuidos en (Torneo Apertura 7 goles y Torneo Clausura 6 goles).

### São Paulo
A principios del 2004 ficha por el São Paulo FC de Brasil que por la falta de minutos regresa al Deportivo Táchira. Le otorgaron la camiseta con el número 9.
El 20 de julio de 2004 debutó en la jornada 17 contra el Botafogo de Futebol e Regatas con derrota de su equipo 1-0, disputando 36 minutos del segundo tiempo.
Participó en la Copa Sudamericana 2004 debutó el 15-9-04 contra el AD São Caetano entrando en el minuto 45' en total disputó en el torneo 3 partidos jugando 121 minutos y en el Campeonato Brasileño de 2004 disputó 8 partidos 2 de titular.
En el Campeonato Brasileño de 2004 disputó 8 partidos (2 titular), sin marcar gol, jugando 270 minutos.

### Deportivo Táchira
Le otorgaron la camiseta con el número 10.
Participó en el Torneo Clausura 2005 marcando 3 goles.
Participó en la Liga Venezolana 2005/06 marcando 11 goles distribuidos en (Torneo Apertura 5 goles y Torneo Clausura 6 goles).
Participó en la Liga Venezolana 2006/07 marcando 3 goles distribuidos en (Torneo Apertura 2 goles y Torneo Clausura 1 gol).
Participó en la Fase Previa Copa Libertadores 2007 disputando 1 partido jugando 90 minutos.

### Deportivo Anzoátegui
Le otorgaron la camiseta con el número 9.
El 12-8-2007 debutó en la jornada 2 contra el Zamora Fútbol Club disputando 71 minutos con victoria de su equipo 1-0.
El 19-8-2007 marcó su primer gol con el Anzoategui contra Estudiantes de Mérida Fútbol Club disputando los 90 minutos marcando el gol en el minuto 69' con victoria de su equipo 3-0.
El 9-9-2007 debutó en la Copa Venezuela de Fútbol 2007 contra el Atlético PDVSA Gas con victoria de 5-0 disputando 66 minutos siendo susituido en la segunda parte.
El 16 de septiembre de 2007 marcó el gol 300 del Deportivo Anzoátegui contra el Caracas FC, con la derrota de su equipo 2-3 metiendo el gol en el minuto 33º tras un mal rechace de la defensa batiendo al guardameta Vicente Rosales.
El 27 de enero de 2008 marcó su primer hat-trick en su carrera contra el Zamora Fútbol Club jugando 73 minutos y marcando los goles a los minutos 11º, 48.º y 57.º, terminando el partido 5-0.
El 27 de abril de 2008 marcó su segundo triplete en su carrera contra el Estrella Roja Fútbol Club jugando 90 minutos y marcando los goles a los minutos 3º, 17º y 80.º, terminando el partido 7-1.
El 25 de mayo de 2008 marcó su gol número 100 en la Primera División de Venezuela contra el Carabobo Fútbol Club marcando el gol en el minuto 75' de penalti dándole la victoria a su equipo 1-0 siendo el sexto venezolano en conseguir la marca de 100 goles en la Primera División Venezolana.
En la Liga Venezolana 2007/08 disputó 32 partidos los 32 de titular marcando 19 goles jugando 2443 minutos distribuidos en (Apertura 15 partidos 4 goles y Clausura 17 partidos 15 goles) y quedando máximo goleador de la Liga Venezolana superando su marca personal de dianas en una temporada (16 en la 1999/00), también culminó como artillero del Clausura 2008 (15) y en la Copa Venezuela de Fútbol 2007 disputó 7 partidos 6 de titular sin marcar gol jugando 485 minutos.
El 7 de septiembre de 2008 marcó su primer gol en una Copa Venezuela de Fútbol 2008 en la segunda fase dándole la victoria y la clasificación contra el Centro Ítalo FC 1-0, disputando los 90 minutos recibiendo 1 tarjeta amarilla y marcando en gol en el minuto 60' de cabeza tras un tiro de esquina.
El 3 de diciembre de 2008 con el gol en Copa contra el Estudiantes de Mérida se convirtió en el segundo máximo goleador de la historia del Deportivo Anzoátegui con 30 goles.
En total en la Copa Venezuela 2008 disputó 7 partidos (6 de titular), marcando 5 goles, jugando 551 minutos, recibiendo 1 tarjeta amarilla, quedando Campeones derrotando a Estudiantes de Mérida FC y quedando como máximo goleador con 5 goles empatado con otros jugadores.

## Detalles
- Es el segundo máximo goleador del Deportivo Anzoátegui con 31 goles por detrás de Zamir Valoyes con 45 goles.

- Marcó el gol 300 del Deportivo Anzoátegui.

- En su carrera ha marcado 2 Hat-Trick.

- Fue el máximo goleador del año 2008 en Venezuela con 27 goles (2 de penal) distribuidos en Torneo Apertura 2008, Torneo Clausura 2008 y Copa Venezuela 2008.

### II Juego de las Estrellas de Venezuela
El 7 de mayo de 2008 estuvo presente en el II Juego de las Estrellas de Venezuela disputado en Puerto Ordaz en el Estadio Cachamay ante unos 8.000 espectadores con victoria de las estrellas nacionales 7-2 a las estrellas extranjeras de la Primera División de Venezuela disputó 54 minutos marcando 1 gol en el minuto 43' en jugada de mano a mano con Daniel Vélez tras pase de César González, dejando regado al golero para luego fusilar al defensa y al guardameta con disparo alto.

## Selección nacional
- Debutó con la Selección de fútbol de Venezuela en un partido amistoso disputado contra Argentina el 3 de febrero de 1999 disputado en el estadio José Encarnación "Pachencho" Romero de Maracaibo con derrota de 0-2.
- Su primer gol con la Vinotinto fue contra Costa Rica el 18 de abril de 2001 disputado en Alajuela con resultado de 2-2.
- Debutó en Copa América contra Chile el 3 de julio de 1999 disputado en el Estadio Antonio Oddone Sarubbi de Ciudad del Este con resultado de 3-0 a favor de Chile, disputando tan solo 3 minutos del segundo tiempo sustituyendo a Daniel Noriega.
- Debutó en una Eliminatoria Mundialista contra Colombia el 24 de abril de 2001 disputado en el estadio Polideportivo de Pueblo Nuevo de San Cristóbal con resultado de 2-2, disputando los 90 minutos y marcando gol en el minuto 22'.
- Su primer gol en una Eliminatoria Mundialista fue en su debut en una eliminatoria contra Colombia el 24 de abril de 2001 disputado en el estadio Polideportivo de Pueblo Nuevo de San Cristóbal con resultado de 2-2, disputando los 90 minutos marcando el gol en el minuto 22'.

- Lleva 4 goles con la Vinotinto 2 en Eliminatorias al Mundial contra Colombia y Uruguay y 2 en Amistosos contra Costa Rica y Haití.

El 31-3-2004 participó en el partido contra Uruguay en la Eliminatoria al Mundial 2006 denominado "Centenariazo" fue la primera goleada de Venezuela a un campeón mundial con victoria de 3-0 disputando los 90 minutos y dando un pase a gol.
El cumanés, con casi 31 años de edad, retorna a la selección luego de cuatro años de ausencia. Su última participación fue en noviembre de 2004, cuando enfrentó a Ecuador con la lesión de Giancarlo Maldonado César Farías le dará una oportunidad. En su retorno el 6 de febrero de 2008 disputó 63 minutos saliendo de titular y marcando gol de cabeza en el minuto 31' contra la selección de Haití.
El 6-6-2008 participó en la victoria histórica del 2-0 contra Brasil siendo la primera victoria de La Vinotinto contra Brasil tras 38 años de derrotas entrando en la segunda parte y disputando 28 minutos en la ciudad de Boston.
Sus últimas convocatorias a la selección han sido cuestionadas por los aficionados por su bajo nivel y supuesto "amiguismo" con el entrenador Farías.

### Juegos Centroamericanos y del Caribe
| Juegos Centroamericanos            | Sede      | Resultado | PJ | Goles |
| ---------------------------------- | --------- | --------- | -- | ----- |
| Centroamericanos y del Caribe 1998 | Venezuela | Final     |    | 3     |

- Marcó 3 goles en la ronda clasificatoria contra Barbados y 2 a Trinidad y Tobago quedando de primeros y clasificando llegando hasta la final y quedando campeones derrotando a México 3-1.

### Preolímpico Sudamericano Sub-23
| Preolímpico Sub-23 | Sede   | Resultado    | PJ | Goles |
| ------------------ | ------ | ------------ | -- | ----- |
| Preolímpico 2000   | Brasil | Primera fase | 1  | 0     |

- Disputó 1 partido de titular contra Colombia jugando 46 minutos.

### Rondón en la Vinotinto
| Detalle                  | Juegos | Goles |
| ------------------------ | ------ | ----- |
| Copa América             | 8      | 0     |
| Eliminatorias al Mundial | 16     | 3     |
| Amistosos                | 20     | 2     |
| Total                    | 44     | 5     |

Último Partido: Venezuela - Angola (19 Nov 2008)

### Participaciones en Copa América
| Copa América      | Sede     | Resultado    | PJ | Goles |
| ----------------- | -------- | ------------ | -- | ----- |
| Copa América 1999 | Paraguay | Primera fase | 1  | 0     |
| Copa América 2001 | Colombia | Primera fase | 3  | 0     |
| Copa América 2004 | Perú     | Primera fase | 3  | 0     |

- En la Copa América de 1999 participó en 1 partido: Venezuela 0-3 Chile entrando en el 55º.
- En la Copa América del 2001 participó en los 3 partidos: Venezuela 0-2 Colombia disputando 79 minutos, Venezuela 0-1 Chile

entrando en el minuto 63' y Venezuela 0-4 Ecuador entrando en el minuto 46'.
- En la Copa América del 2004 participó en los 3 partidos: Venezuela 0-1 Colombia disputando 59 minutos, Venezuela 1-3 Perú disputando 58 minutos y Venezuela 1-1 Bolivia entrando en el minuto 58'.

### Participaciones en Eliminatorias al Mundial
| Eliminatorias     | Resultado | PJ | Goles |
| ----------------- | --------- | -- | ----- |
| Eli. Mundial 2002 | 9.º Lugar | 5  | 2     |
| Eli. Mundial 2006 | 8.º Lugar | 7  | 0     |
| Eli.Mundial 2010  | 8.º lugar | 3  | 1     |

## Clubes
| Club                    | País      | Año          | Goles | Partidos |
| ----------------------- | --------- | ------------ | ----- | -------- |
| Nueva Cádiz FC          | Venezuela | 1998-1999    | 11    |          |
| Atlético Zulia          | Venezuela | 1999-2000    | 16    |          |
| Caracas FC              | Venezuela | 2000-2002    | 19    |          |
| Nacional Táchira        | Venezuela | 2002         | 3     |          |
| Estudiantes de Mérida   | Venezuela | 2003         | 2     |          |
| Deportivo Táchira FC    | Venezuela | 2003-2004    | 13    |          |
| São Paulo FC            | Brasil    | 2004         | 0     | 11       |
| Deportivo Táchira FC    | Venezuela | 2004-2007    | 17    |          |
| Deportivo Anzoátegui SC | Venezuela | 2007-2010    | 34    | 63       |
| ACD Lara                | Venezuela | 2010-2011    |       |          |
| Aragua FC               | Venezuela | 2011-2016    |       |          |
| Deportivo Anzoátegui SC | Venezuela | 2016-2017    |       |          |
| Angostura FC            | Venezuela | 2017- Actual | 11    | 26       |

### Competiciones
| Competición           | PJ | Goles |
| --------------------- | -- | ----- |
| Liga Venezolana       |    | 122   |
| Liga Brasileña        | 11 | 0     |
| Copa Venezuela        | 14 | 5     |
| Copa Libertadores     | 11 | 3     |
| Copa Pre Libertadores | 12 | 2     |
| Copa Sudamericana     | 3  | 0     |
| Selección Nacional    | 43 | 4     |
| Total de Carrera      |    | 136   |

## Palmarés

### Campeonatos nacionales
| Título          | Club                 | País      | Año       |
| --------------- | -------------------- | --------- | --------- |
| Liga Venezolana | Caracas FC           | Venezuela | 2000-2001 |
| Copa Venezuela  | Deportivo Anzoátegui | Venezuela | 2008      |

### Campeonatos internacionales
| Título                            | Club             | País      | Año  |
| --------------------------------- | ---------------- | --------- | ---- |
| Oro Centroamericanos y del Caribe | Venezuela Sub-21 | Venezuela | 1998 |

### Campeonatos amistosos
| Título     | Club                 | País      | Año  |
| ---------- | -------------------- | --------- | ---- |
| Copa Mitre | Deportivo Anzoátegui | Venezuela | 2008 |

### Distinciones individuales
| Distinción                                                                                          | Año       |
| --------------------------------------------------------------------------------------------------- | --------- |
| Máximo goleador de la Liga Venezolana con 19 goles.                                                 | 2007-2008 |
| Máximo goleador de la Copa Venezuela 2008 con 5 goles empatado con Rodrigo Prieto y Duvier Riascos. | 2008      |